# قائمة الأشخاص المصابين بالشلل النصفي
الشلل السفلي هو اضطراب في الوظيفة الحركية أو الحسية للأطراف السفلية. تعود الكلمة إلى اليونانية الأيونية (παραπληγίη) وتعني "نصف مصاب". غالبًا ما يكون سببه إصابة النخاع الشوكي أو عيب خلقي يؤثر على العناصر العصبية (الدماغية) في القناة الشوكية. وتشمل المناطق المتأثرة في القناة الشوكية في حالات الشلل السفلي إما المنطقة الصدرية أو القطنية أو العجزية. إذا تأثرت أربعة أطراف بالشلل، فإن المصطلح الصحيح هو شلل الأطراف الأربعة أو الشلل الرباعي. وإذا تأثر طرف واحد فقط، فالمصطلح الصحيح هو شلل أحادي. الشلل النصفي التشنجي الموروث هو نوع من الشلل السفلي يتميز بتقبض في العضلات المتأثرة بدلاً من الشلل الرخو.

## أشخاص بارزون مصابون بالشلل السفلي
- غريغ أبوت، حاكم ولاية تكساس؛ وكان يشغل سابقًا منصب المدعي العام لولاية تكساس (مصاب بالشلل النصفي بسبب حادث غريب عام 1984 عندما سقطت شجرة بلوط عليه وأصابته في ظهره)[1]
- بيتر بيري، لاعب كرة السلة على الكراسي المتحركة أمريكي ضمن فريق ألاباما كريمسون تايد[2]
- إدوارد ستنسون براون (1920–2005)، مختص في صيانة الأسلحة النووية في قاعدة سانديا، أُصيب في المعركة خلال الحرب العالمية الثانية.
- باول دارك، أكاديمي وناشط بريطاني في حقوق ذوي الإعاقة، وُلد مصابًا بـتشقق العمود الفقري.
- دينج بوفانج، سياسي صيني، وهو نجل دينج شياو بينج[3]
- دانيال دياز، سباح برازيلي بارالمبي.
- جون بورتر إيست (1931–1986)، سياسي أمريكي أُصيب بالشلل الجزئي نتيجة إصابته بـشلل الأطفال عام 1955[4]
- فرانك غاردنر (من مواليد 1961)، صحفي بارز في هيئة الإذاعة البريطانية (BBC) أُصيب بالشلل بعد تعرضه لإطلاق نار من مسلح ينتمي لتنظيم القاعدة في السعودية[5]
- تشاك غراهام (1965–2020)، سياسي أمريكي أُصيب في حادث سيارة عندما كان في سن 16 عامًا[6]
- تاني غراي-تومبسون، بطلة ألعاب بارالمبية وُلدت مصابة بـتشقق العمود الفقري[7]
- ريك هانسن، بارالمبي كندي أُصيب بالشلل في حادث سيارة عندما كان في سن 15 عامًا[8]
- جون هوكنبيري (من مواليد 1956)، صحفي ومدون[9]
- |بول جونسون (1971–2021)، منتج أغاني ومنسق موسيقى أمريكي أُصيب بطلق ناري عن طريق الخطأ[10]
- شارّي كونوبسكي (1967–2017)، عارضة أزياء وممثلة أُصيبت في حادث سيارة[11]
- تشارلز كروثامر (1950–2018)، كاتب عمود ومعلّق سياسي محافظ[12]
- بوريس كوستودييف (1878–1927)، رسّام روسي أصيب بالشلل السفلي نتيجة سل في العمود الفقري[13]
- جيمس لانجفان، عضو في مجلس النواب الأمريكي عن رود آيلاند، أُصيب بطلق ناري عن طريق الخطأ في سن 16.
- ليندا لاوبنشتاين (1947–1992)، طبيبة أمريكية أُصيبت بالشلل النصفي بعد إصابتها بشلل الأطفال في طفولتها[14]
- كريغ هارت نيلسن (1941–2006)، رجل أعمال أمريكي في مجال الكازينوهات أسّس شركة كازينوهات أمريستار المحدودة. وأنشأ مؤسسة كريغ ه. نيلسن لتمويل الأبحاث العلمية وبرامج جودة الحياة للأشخاص المصابين بإصابات في الحبل الشوكي.
- نيكول نيكيي، متسلقة جبال ومرشدة جبلية سويسرية وإنسانية تهتم بصحة النساء في نيبال.
- أجيث سي. إس. بيريرا (1956–2020)، ناشط سريلانكي في حركة حقوق المعاقين وحكم كريكت سابق، أُصيب بالشلل بعد أن سقطت شجرة على سيارته[15]
- فرانكلين روزفلت (1882–1945)، رئيس الولايات المتحدة الأسبق، أُصيب بالشلل النصفي نتيجة شلل الأطفال عندما كان في الـ39 من عمره[16]
- فولفغانغ شويبله، سياسي ألماني أُصيب في محاولة اغتيال عام 1990[17]
- إياد شلبي (مواليد 1987)، سبّاح بارالمبي إسرائيلي حائز على الميدالية الذهبية.
- ليسل تِش (مواليد 1969)، لاعبة كرة السلة على الكراسي المتحركة من أستراليا.
- جورج والاس، حاكم ألاباما ومرشح سابق للترشيح الرئاسي عن الحزب الديمقراطي (الولايات المتحدة)[18]
- كولت وين، بطل كمال أجسام أمريكي[19]
- تشانغ هايدي، كاتبة ومترجمة صينية، تشغل منصب رئيسة اتحاد الأشخاص ذوي الإعاقة في الصين منذ 2008.[20]